# Crucișător auxiliar

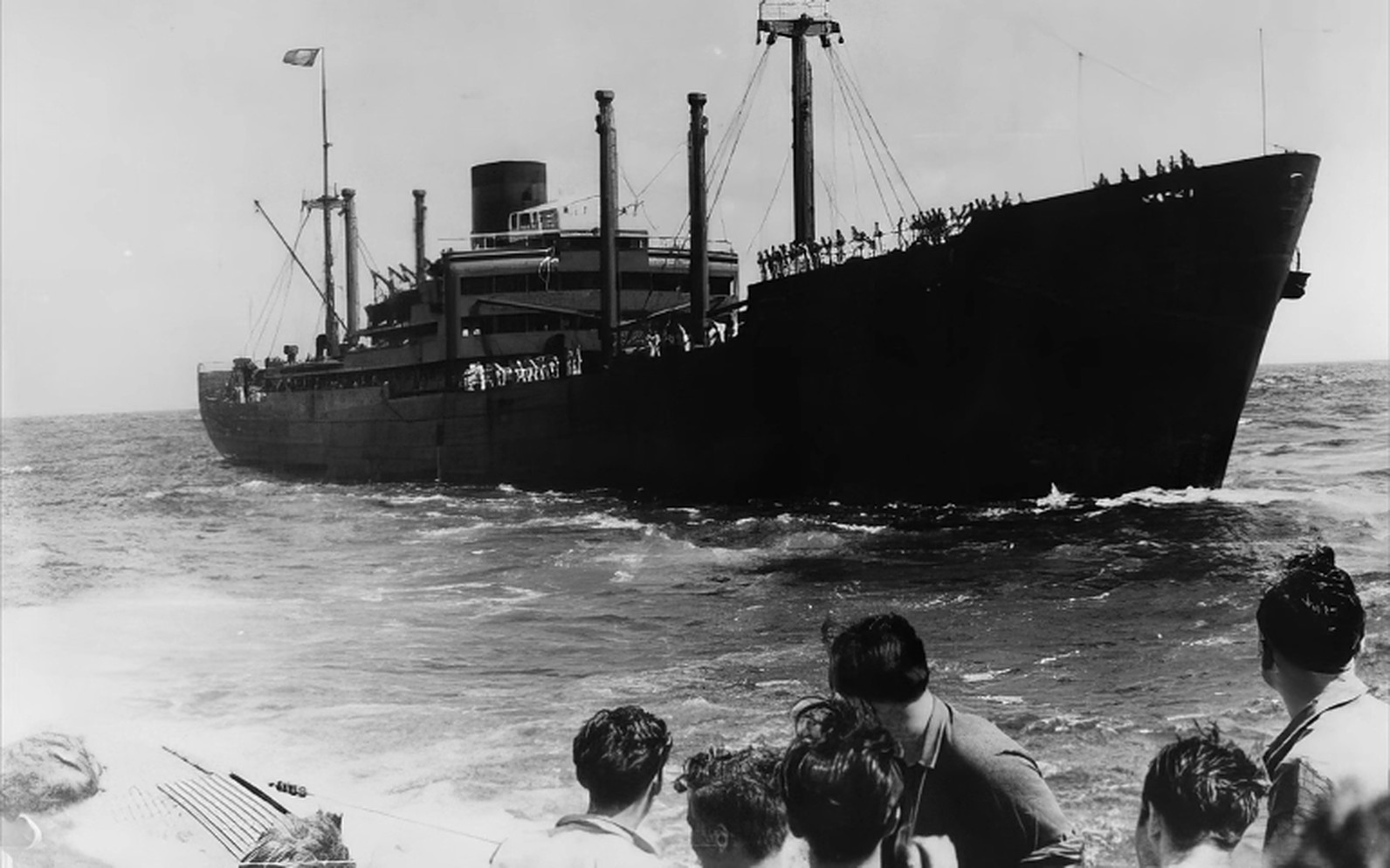
Crucişătorul auxiliar german Kormoran (HSK-8)

Un crucișător auxiliar este o navă comercială înarmată și adaptată pentru a participa la acțiuni militare. În epoca navigației cu pânze, a piraților și a corsarilor, multe nave comerciale erau în mod obișnuit înarmate, mai ales cele care transportau mărfuri valoroase pe distanțe lungi. 
Cele mai faimoase vase de acest fel au fost navele Companiei Indiilor de Est care erau capabile să înfrângă nave de război într-o confruntare armată. De-a lungul celor două războaie mondiale ale secolului XX, germanii au folosit crucișătoare auxiliare pentru a ataca și distruge navele comerciale ale inamicului în timp ce britanicii au folosit acest tip de vase în special în scop defensiv.